# Elio Norino
Elio Norino (Salerno, 8 marzo 1984) è un militare italiano, medaglia d'oro al Valor Civile.

## Biografia
Entra giovanissimo alla Scuola Militare Nunziatella di Napoli, e viene successivamente ammesso all'Accademia di Modena come  Allievo Ufficiale dell'Arma dei Carabinieri.
Con il grado di capitano, ha comandato la Compagnia Carabinieri di Bologna Borgo Panigale. In questa veste, nella giornata del 6 agosto 2018 è intervenuto per soccorrere le vittime di un grave incidente stradale avvenuto sull'autostrada a poche centinaia di metri dalla propria caserma. Arrivato sul posto, nonostante l'evidente pericolo costituito da una autocisterna piena di materiale infiammabile, ha provveduto ad allontanare i residenti della zona. Raggiunto poi effettivamente dalle fiamme dell'esplosione dell'autocisterna, ha continuato l'opera di soccorso dei feriti, nonostante le numerose ustioni subite, e consentendo al proprio soccorso solo una volta che l'area del sinistro è stata messa in sicurezza.
Promosso successivamente al grado di maggiore e permanendo nell'incarico precedente, è assurto nuovamente agli onori delle cronache nel febbraio 2019, soccorrendo con grave rischio personale alcune persone in occasione dell'esondazione del fiume Reno in località Castel Maggiore. Salvato insieme ad altri colleghi da un elicottero dalle acque che lo avevano circondato, ha riportato un principio di ipotermia.
Per il comportamento tenuto di fronte ad un rischio evidente in occasione dell'incidente di Borgo Panigale, gli è stata assegnata la medaglia d'oro al valor civile con decreto presidenziale del 20 maggio 2019.